# Ursula Staudinger

Ursula Staudinger (2021).

Ursula Marie Staudinger (* 3. April 1959 in Nürnberg) ist eine deutsche Psychologin und Gerontologin. Sie war als Professorin für soziomedizinische Wissenschaften und Professorin für Psychologie an der Columbia University in New York tätig. Staudinger ist seit 2020 Rektorin der Technischen Universität Dresden (TU Dresden).

## Biografie
Staudinger studierte von 1978 bis 1984 Psychologie an der Friedrich-Alexander-Universität Erlangen-Nürnberg und an der Clark University in Massachusetts. Ihre Dissertation führte sie am Max-Planck-Institut für Bildungsforschung (MPIB) in Berlin durch. Die Promotion erfolgte an der FU Berlin 1988. Danach war Staudinger bis 1992 wissenschaftliche Mitarbeiterin der Akademie der Wissenschaften zu Berlin. Anschließend ging sie als Projektleiterin zurück an das MPIB, wo sie bis 1999 arbeitete. 1997 wurde sie an der FU Berlin in Psychologie habilitiert. Unterbrochen war die Zeit am MPI durch eine Vertretungsprofessur an der Universität Halle-Wittenberg.
Staudinger arbeitete von 1999 bis 2001 als außerordentliche Professorin an der TU Dresden. 2000 war sie Gastprofessorin an der University of Florida. Von 2001 bis 2003 war Staudinger Professorin für die Entwicklungspsychologie der Lebensspanne an der TU Dresden. Von Mai bis Juli 2003 war sie Gastprofessorin an der Stanford University. Von 2003 bis Juli 2013 war sie Professorin und Vizepräsidentin an der Jacobs University Bremen, an der sie das Jacobs Center on Lifelong Learning and Institutional Development gründete und als Dekanin leitete. Zwischen 2013 und 2017 war Staudinger Gründungsdirektorin des Columbia Aging Centers an der Columbia University (New York) und leitete das dazugehörige International Longevity Center (ILC). Sie wurde auf die Robert N. Butler Stiftungsprofessur und als Professorin für Psychologie berufen. Am 17. März 2020 wurde sie zur Rektorin der TU Dresden gewählt und übernahm am 18. August 2020 ihr Amt und damit die Nachfolge von Hans Müller-Steinhagen. Dort schaffte sie als erste Rektorin Deutschlands ein Prorektorat für Universitätskultur. Im März 2025 wurde Staudinger als Rektorin der TU Dresden wiedergewählt.
Von 2013 bis 2022 war Staudinger Kuratoriumsvorsitzende des Bundesinstituts für Bevölkerungsforschung.
Staudinger lebt in Dresden.

## Auszeichnung
Im Jahr 2014 erhielt sie den Braunschweiger Forschungspreis. Für ihre wissenschaftliche Arbeit auf dem Gebiet der Alternsforschung wurde sie 2017 mit der SENECA-Medaille des Industrie-Clubs für Alternsforschung ausgezeichnet. Der Verein Deutsche Sprache verlieh Staudinger 2024 den Negativpreis Sprachpanscher des Jahres.

## Arbeitsgebiete
Ursula M. Staudingers Arbeitsgebiete umfassen Themen aus der Entwicklungspsychologie der Lebensspanne, wie beispielsweise Potenziale lebenslanger Entwicklung (Resilienz und neuronale Plastizität), Entwicklung von Lebenseinsicht, Lebensgestaltung und Weisheit über die Lebensspanne, Altern und Produktivität, sowie intergenerationelle Beziehungen. Sie ist Mitglied und Sprecherin der Wissenschaftlichen Kommission Demografischer Wandel und war Sprecherin der Arbeitsgruppe „Altern in Deutschland“ (2009 abgeschlossen) und Mitglied der Arbeitsgruppe „Zukunft mit Kindern“ (2012 abgeschlossen), die von der Deutschen Akademie der Naturforscher Leopoldina – Nationale Akademie der Wissenschaften initiiert worden sind, um mit ihren Stellungnahmen und Empfehlungen die Politik zu beraten. Staudinger war außerdem Sprecherin der Arbeitsgruppe Mastering Demographic Change in Europe (2014). Die von acht europäischen Wissenschaftsakademien gemeinsam unterzeichnete und von der ALLEA (All European Academies) unterstützte Stellungnahme formuliert Empfehlungen, wie die Chancen des demografischen Wandels in Europa besser genutzt werden können.

## Funktionen und Mitgliedschaften
- seit 1999 Fellow der American Psychological Association
- seit 2002 korrespondierendes Mitglied der Heidelberger Akademie der Wissenschaften
- seit 2002 Mitglied der Deutschen Akademie der Naturforscher Leopoldina – Nationale Akademie der Wissenschaften[17]
- Oktober 2003 – Juli 2013: Vizepräsidentin der Jacobs University Bremen
- 2007–2017: Vizepräsidentin und Foreign Secretary der Deutschen Akademie der Naturforscher Leopoldina – Nationale Akademie der Wissenschaften
- 2008 bis 2010: Präsidentin der Deutschen Gesellschaft für Psychologie
- 2009 bis 2014: Mitglied des Kuratoriums der Volkswagenstiftung
- 2010 bis 2012: Mitglied der Forschungsunion Wirtschaft – Wissenschaft des Bundesforschungsministeriums
- 2010 bis 2012: Mitglied im Expertenrat Demografie des Bundesinnenministeriums
- seit 2011 Fellow der Association for Psychological Science
- 2013 bis 2018: Gründungsdirektorin des Columbia Aging Centers an der Columbia University in New York City
- 2018 bis 07/2020: Professorin für Interdisziplinäre Alternswissenschaft am Columbia Aging Center der Columbia University in New York
- 2013 bis 2022: Kuratoriumsvorsitzende des Bundesinstituts für Bevölkerungsforschung[18]
- seit 2013: Mitglied der Academia Europaea[19][20]
- seit 2014: Fellow der Gerontological Society of America (GSA)
- 2018 bis 2020: Mitglied des Hochschulrats der Ruhr-Universität Bochum[21]
- seit 08/2020: Rektorin der TU Dresden

## Publikationen (Auswahl)
- mit Paul B. Baltes: Interactive minds: life-span perspectives on the social foundation of cognition. Cambridge University Press, 1996, ISBN 0-521-48567-3. eingeschränkte Vorschau in der Google-Buchsuche
- mit Ulman Lindenberger: Understanding Human Development. Springer, 2003, ISBN eingeschränkte Vorschau in der Google-Buchsuche.
- mit L. G. Aspinwall: A psychology of human strengths. American Psychological Association, 2004, ISBN 1-55798-931-1.
- mit H. Häfner: Was ist Alter(n)? Springer, 2007, ISBN 3-540-76710-X. eingeschränkte Vorschau in der Google-Buchsuche
- mit E.-M. Kessler: Intergenerational potential: Effects of social interaction between older people and adolescents. In: Psychology and Aging. Band 22, 2007, S. 690–704.
- mit C. Voelcker-Rehage und B. Godde: Physical and motor fitness are both related to cognition in old age. In: European Journal of Neuroscience. Band 31, 2010, S. 167–176.
- mit Judith Glück: Psychological Wisdom Research: Commonalities and Differences in a Growing Field. In: Annual Review of Psychology. Band 62, 2011,
- mit A. Mühlig-Versen und C. E. Bowen: Personality plasticity in later adulthood: Contextual and personal resources are needed to increase openness to new experiences. In: Psychology & Aging. Band 27, 2012, Nr. 4, S. 855–866.
- mit E. A. Uglanova: Zooming in on life events: Is hedonic adaptation sensitive to the temporal distance to the event? In: Social Indicators Research. Band 111, 2013, Nr. 1, 2013, S. 265–286.
- mit V. Skirbekk, M. Stonawski und E. Bosang: The Flynn effect and population aging. In: Intelligence. Band 41, 2013, Nr. 3, 2013, S. 169–177.
- Images of aging: Outside and inside perspectives. In: Annual Review of Gerontology and Geriatrics. Band 35, 2015, Nr. 1, 2015, S. 187–210.
- mit H. Heidemeier: Age differences in achievement goals and motivational characteristics of work in an ageing workforce. In: Ageing & Society. Band 35, 2015, Nr. 4, 2015, S. 809–836. doi:10.1017/S0144686X13001098
- mit S. Scheibe und G. Sheppes: Distract or reappraise? Age-related differences in emotion-regulation choice. In: Emotion. Band 15, 2015, Nr. 6, S. 677-681. doi:10.1037/a0039246
- mit R. Finkelstein, E. Calvo und, K. Sivaramakrishnan: A global view on the effect of work on health in later life. In: The Gerontologist. Band 56, 2016, S. S281-S292. doi:10.1093/geront/gnw032
- mit P. Wink: Wisdom and psychosocial functioning in later life. In: Journal of Personality. Band 84, 2016, S. 306–318. doi:10.1111/jopy.12160
- mit J. Oltmanns, B. Godde, A. Winneke, G. Richter, C. Niemann, C. Voelcker-Rehage und anderen: Don’t lose your brain at work – The role of recurrent novelty at work in cognitive and brain aging. In: Frontiers in Psychology. Band 117, Nr. 8, 2017, S. 1–16. doi:10.3389/fpsyg.2017.00117
- mit E. Bonsang und V. Skirbekk: As you sow, so shall you reap: Gender norms and late-life cognition. In: Psychological Science. Band 28, Nr. 9, 2017, S. 1201–1213. doi:10.1177/0956797617708634
- mit E. Calvo und I. Madero-Cabib: Retirement sequences of older Americans: Moderately destandardized and highly stratified across gender, class, and race. In: Gerontologist. 2017, S. 1–11. doi:10.1093/geront/gnx052
- mit A. Mergenthaler und I. Sackreuther: Productive activity patterns among 60-70-year-old retirees in Germany. In: Ageing & Society. 2018, S. 1–30. doi:10.1017/S0144686X17001404
- mit P. Hessel, J. M. Kinge und V. Skirbekk: Trends and determinants of the Flynn effect in cognitive functioning among older individuals in 10 European countries. In: Journal of Epidemiology and Community Health. 2018, S. 1–7. doi:10.1136/jech-2017-209979
- The positive plasticity of adult development: Potential for the 21st century. In: American Psychologist. Band 75, 2020, Nr. 4, S. 540-556. doi:10.1037/amp0000612.